# Henk Breitner
George Hendrik Philip (Henk) Breitner (Den Haag, 3 april 1907 – 13 april 1976) was een Nederlands voetballer die als middenvelder speelde.
Breitner speelde van 1926 tot 1936 voor ADO Den Haag. Ook kwam hij uit voor Hermes DVS en ESDO. Tussen 1930 en 1933 speelde hij ook vijfmaal in het Nederlands voetbalelftal.